# 27 януари
27 януари е 27-ият ден в годината според григорианския календар. Остават 338 дни до края на годината (339 през високосна година).

## Събития
- 98 г. – След смъртта на император Нерва, Траян става император на Римската империя.
- 1299 г. – Създадена е Османската държава, впоследствие превърнала се в империя.
- 1302 г. – Данте Алигиери е лишен от граждански права и е принуден да напусне Флоренция.
- 1343 г. – Папа Климент VI издава булата Unigenitus.
- 1593 г. – Ватикана започва 7-годишен процес срещу Джордано Бруно.

- 1695 г. – След смъртта на Ахмед II султан на Османската имерия става Мустафа II.
- 1756 г. – В двореца Уайтхол (дворец) в Лондон е подписан Уайтхолският договор между Великобритания и Прусия.
- 1785 г. – Открит е първият университет в САЩ – Университета на Джорджия.
- 1872 г. – Панарет Пловдивски, Иларион Ловчански и Иларион Макариополски са освободени от заточение в Измит със заповед на великия везир.
- 1878 г. – Руско-турска война (1877-1878): Освободени са Добрич и Омуртаг.
- 1878 г. – Румънски части започват бомбардировка над Видин.
- 1881 г. – Българското правителство отправя нота до Великите сили за подобряване положението на българите в европейските вилаети на Турция и за прилагане на чл. 23 и 62 от Берлинския договор.
- 1885 г. – Приет е Законът за Българската народна банка (БНБ)
- 1908 г. – Астрономът Филибер Жак Мелот открива Пасифая – спътник на Юпитер.
- 1908 г. – Австро-Унгария се отказва от реформената акция в Европейска Турция (Мюрцщегските реформи), след като получава концесия за строеж на жп линия през Нови пазар и Македония към Солун.
- 1915 г. – Американски войски окупират Хаити.
- 1924 г. – Състои се полагането на балсамираното тяло на Ленин в построения за него мавзолей на Червения площад в Москва.
- 1944 г. – Втората световна война: Ленинград е напълно освободен след 872-дневна германска блокада.
- 1945 г. – Втората световна война: Червената армия влиза в нацисткия концлагер Аушвиц в Полша.
- 1949 г. – При морска катастрофа – сблъсък между два китайски кораби край Шанхай, загиват около 1600 души.
- 1951 г. – САЩ открива ядрения полигон в Невада с тестването на атомна бомба от 1 килотон.
- 1959 г. – НАСА избира 110 кандидати, които да бъдат обучавани за първия космически полет. Сред тях е и първият американски астронавт Джон Глен.
- 1960 г. – Открит е първият участък от Автомагистрала А6 в Италия, свързващ Савона и Чева.
- 1967 г. – Програма Аполо: Първият тричленен екипаж загива в пожар по време на изпитанията на Аполо 1 в Космическия център Джон Ф. Кенеди.
- 1967 г. – СССР, САЩ и Великобритания подписват договор за космоса, който влиза в сила на 10 октомври 1967 г.
- 1973 г. – В Париж е подписан мирен договор, с който официално се прекратява Виетнамската война.
- 1983 г. – Японските острови Хоншу и Хокайдо са свързани с най-дългия тунел в света – Сейкан (53,85 км); тунелът е изцяло комплектуван и влиза в действие на 13 март 1988 г.
- 1990 г. – Беларус въвежда като държавен език беларуския език.
- 2001 г. – При земетресение в Индия загиват около 13 хиляди души.

## Родени
- 1571 г. – Абас I Велики, Шах на Иран († 1629 г.)
- 1621 г. – Томас Уилис, английски лекар († 1675 г.)
- 1756 г. – Волфганг Амадеус Моцарт, австрийски композитор († 1791 г.)
- 1775 г. – Фридрих Вилхелм Йозеф Шелинг, германски философ († 1854 г.)
- 1790 г. – Уилям Дейвис Евънс, морски офицер и изобретател († 1872 г.)
- 1808 г. – Давид Щраус, германски богослов и философ идеалист († 1874 г.)
- 1823 г. – Едуар Лало, френски композитор от испански произход († 1892 г.)
- 1832 г. – Артър Хюс, британски художник († 1915 г.)
- 1832 г. – Луис Карол, британски писател († 1898 г.)
- 1850 г. – Джон Колиър, британски художник († 1934 г.)
- 1850 г. – Едуард Джон Смит, английски капитан на „Титаник“ († 1912 г.)
- 1859 г. – Вилхелм II, кайзер на Прусия († 1941 г.)
- 1859 г. – Павел Милюков, руски политик († 1943 г.)
- 1871 г. – Йордан Венедиков, български офицер († 1957 г.)
- 1883 г. – Димитър Мишайков, български юрист († 1945 г.)
- 1886 г. – Радхабинод Пал, индийски юрист († 1967 г.)
- 1887 г. – Евгений Ващенко, руски художник († 1979 г.)
- 1887 г. – Тома Попстоянов, български революционер († 1946 г.)
- 1891 г. – Иля Еренбург, съветски писател и поет († 1967 г.)
- 1892 г. – Фердинанд Козовски, български политик и военен деец († 1965 г.)
- 1893 г. – Петър Золотович, български оперен певец († 1977 г.)
- 1895 г. – Симеон Недков, български индустриалец († 1960 г.)
- 1917 г. – Анри Перюшо, френски писател († 1967 г.)
- 1924 г. – Рауф Денкташ, кипърски политик († 2012 г.)
- 1926 г. – Божидар Лечев, български актьор († 1994 г.)
- 1926 г. – Ингрид Тюлин, шведска актриса († 2004 г.)
- 1928 г. – Анастас Наумов, български диригент, композитор и фолклорист († 2015 г.)
- 1934 г. – Реймон Будон, френски социолог († 2013 г.)
- 1934 г. – Федерико Майор, испански учен и политик († 2024 г.)
- 1936 г. – Волфганг Бомер, германски политик († 2025 г.)
- 1936 г. – Самюел Тинг, американски физик, Нобелов лауреат през 1976
- 1938 г. – Александър Чирков, български лекар и кардиохирург († 2020 г.)
- 1940 г. – Бернд Йенцш, германски писател
- 1941 г. – Христо Илиев-Чарли, български сценарист и актьор
- 1942 г. – Кейт Улф, фолклорна певица († 1986 г.)
- 1944 г. – Марийд Кориган, северноирландска активистка, Нобелов лауреат през 1976
- 1944 г. – Ник Мейсън, английски музикант (Pink Floyd)
- 1945 г. – Клариса Пинкола Естес, американска поетеса
- 1948 г. – Валерий Брайнин, руско-германски музиколог, поет, педагог, композитор
- 1949 г. – Петър Димитров, български политик и икономист
- 1950 г. – Педро Хуан Гутиерес, кубински поет
- 1955 г. – Георги Кадурин, български актьор
- 1955 г. – Красимир Премянов, български политик
- 1957 г. – Яник Гърс, британски музикант („Айрън Мейдън“)
- 1961 г. – Джули Кейтлин Браун, американска телевизионна и театрална актриса
- 1964 г. – Бриджит Фонда, американска актриса
- 1965 г. – Христо Марков, български лекоатлет
- 1967 г. – Орхан Мурад, български музикален изпълнител
- 1968 г. – Майк Патън, американски певец (Faith No More)
- 1968 г. – Трики, английски музикант и актьор
- 1970 г. – Емануел Паю, швейцарски музикант, флейтист
- 1970 г. – Светла Димитрова, българска лекоатлетка
- 1971 г. – Лил Джон, американски рапър и продуцент
- 1974 г. – Василен Димитров, български плувец
- 1974 г. – Оле Ейнар Бьорндален, норвежки биатлонист
- 1976 г. – Веселин Прахов, български актьор
- 1979 г. – Стратия, български музикант
- 1979 г. – Розамунд Пайк, английска актриса
- 1980 г. – Марат Сафин, руски тенисист
- 1981 г. – Алиша Молик, австралийската тенисистка
- 1984 г. – Юри Бережко, руски волейболист
- 1988 г. – Керлон, бразилски футболист
- 1989 г. – Аветик Григорян, арменски шахматист
- 1989 г. – Виктор Петаков, български футболист
- 1990 г. – Насър Ал-Ахмед, български културист
- 1990 г. – Осман Мурадов, български политик и икономист
- 1994 г. – Александра Богданска, български модел и инфлуенсър

## Починали
- 98 г. – Нерва, римски император (* 35 г.)
- 672 г. – Виталиан, римски папа (* ? г.)
- 847 г. – Сергий II, римски папа (* ? г.)
- 1062 г. – Аделаида Арпад, унгарска принцеса (* ? г.)
- 1547 г. – Анна Ягелонина, кралица на Унгария и Бохемия (* 1503 г.)
- 1731 г. – Бартоломео Кристофори, италиански майстор на музикални инструменти (* 1655 г.)
- 1836 г. – Вилхелмина от Баден, Велика херцогиня на Хесен (* 1788 г.)
- 1850 г. – Йохан Шадов, германски скулптор и график (* 1764 г.)
- 1851 г. – Джон Джеймс Одюбон, американски художник (* 1785 г.)
- 1860 г. – Янош Бояй, унгарски математик (* 1802 г.)
- 1901 г. – Джузепе Верди, италиански композитор (* 1813 г.)
- 1919 г. – Ендре Ади, унгарски поет (* 1877 г.)
- 1922 г. – Джовани Верга, италиански писател (* 1840 г.)
- 1930 г. – Жан Нику, шведски индустриалец (* 1876 г.)
- 1939 г. – Гоце Дивлев, български комунист (* 1907 г.)
- 1940 г. – Исак Бабел, украински писател (* 1894 г.)
- 1944 г. – Иван Макаров, съветски сержант (* 1907 г.)
- 1944 г. – Иван Нелчинов, български революционер (* 1869 г.)
- 1945 г. – Карл Ландауер, германски психоаналитик (* 1887 г.)
- 1949 г. – Борис Асафиев, руски композитор (* 1884 г.)
- 1956 г. – Ерих Клайбер, австрийски диригент (* 1890 г.)
- 1960 г. – Петко Зидаров, български четник (* 1874 г.)
- 1971 г. – Алфонс Медер, швейцарски лекар (* 1882 г.)
- 1971 г. – Хакобо Арбенс Гусман, президент на Гватемала (* 1913 г.)
- 1974 г. – Лео Гайр фон Швепенбург, германски офицер (* 1886 г.)
- 1982 г. – Александър Абуш, германски писател (* 1902 г.)
- 1983 г. – Луи дьо Фюнес, френски актьор (* 1914 г.)
- 1987 г. – Нарман Макларън, канадски режисьор (* 1914 г.)
- 1992 г. – Сали Мугабе, първа дама на Зимбабве (1980 – 92) (* 1931 г.)
- 2003 г. – Хенрик Яблонски, министър-председател на Полша (* 1909 г.)
- 2006 г. – Йоханес Рау, президент на Германия (* 1931 г.)
- 2007 г. – Марчелин Бертран, американска актриса (* 1950 г.)
- 2008 г. – Гордън Хинкли, американски религиозен водач (* 1910 г.)
- 2008 г. – Сухарто, президент на Индонезия (* 1921 г.)
- 2009 г. – Джон Ъпдайк, американски писател (* 1932 г.)
- 2010 г. – Джеръм Дейвид Селинджър, американски писател (* 1919 г.)
- 2010 г. – Христо Недков, български музикант (* 1927 г.)
- 2023 г. – Александър Кравчук, полски историк и политик (* 1922 г.)

## Празници
- ООН – Международен възпоменателен ден на Холокоста (приет с резолюция през 2005 г.)
- Католическа църква – Ден на католическото училище
- Великобритания, Германия, Дания, Италия, Полша – Ден в памет на жертвите на националсоциализма
- Монако – Ден на Света Девота (патрон на държавата и династията)
- Сърбия – Ден на Свети Сава